# Ulpio
Ulpio  è un nome proprio di persona italiano maschile.

## Varianti
- Femminili: Ulpia[1]

## Origine e diffusione
Nome di scarsissima diffusione, tratto dal praenomen romano Ulpius, basato forse su una forma arcaica del termine lupus ("lupo") affine al germanico vulf.
Da esso deriva, come patronimico, il nome Ulpiano.

## Onomastico
L'onomastico si può festeggiare il 23 settembre in onore di santa Ulpia Vittoria, un corpo santo venerato a Chiusi; un altro corpo santo con questo nome, santa Ulpia Candida, è venerato invece a Pozzaglia Sabina.

## Persone
- Ulpio Cornelio Leliano, usurpatore contro l'imperatore delle Gallie Postumo
- Ulpio Giuliano, militare romano
- Ulpio Limenio, politico romano
- Ulpio Marcello, governatore della Britannia romana
- Ulpio Minucci, compositore e musicista italiano naturalizzato statunitense

### Variante femminile Ulpia
- Ulpia Marciana, sorella di Traiano
- Ulpia Severina, moglie di Aureliano